# Lophocerin
Lophocerin ist ein Alkaloid aus der Gruppe der Kaktus-Alkaloide und der Tetrahydroisochinolinalkaloide.

## Vorkommen
Lophocerin kommt in Lophocereus schottii und Lophocereus marginatus vor.

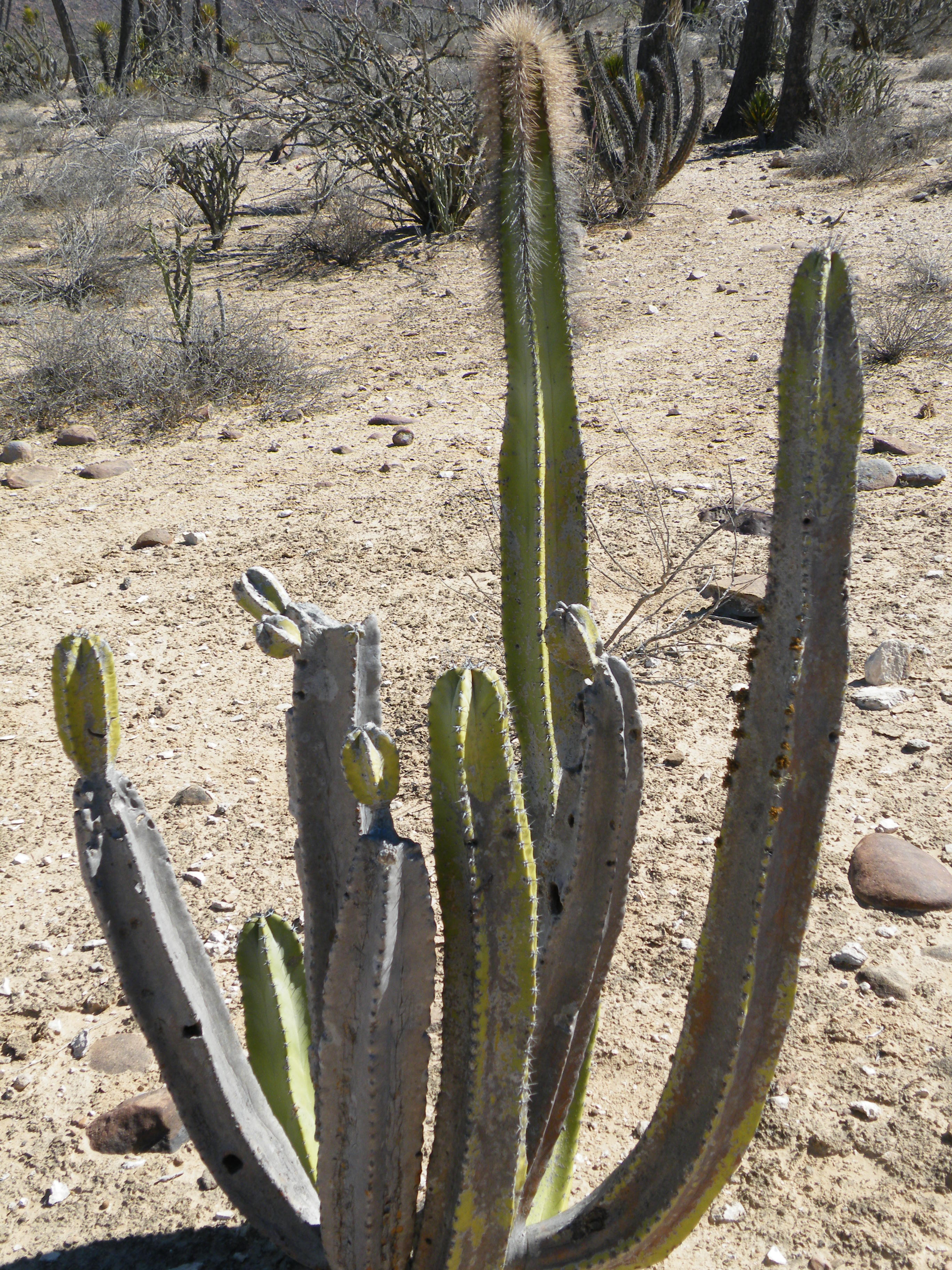
Lophocereus schottii
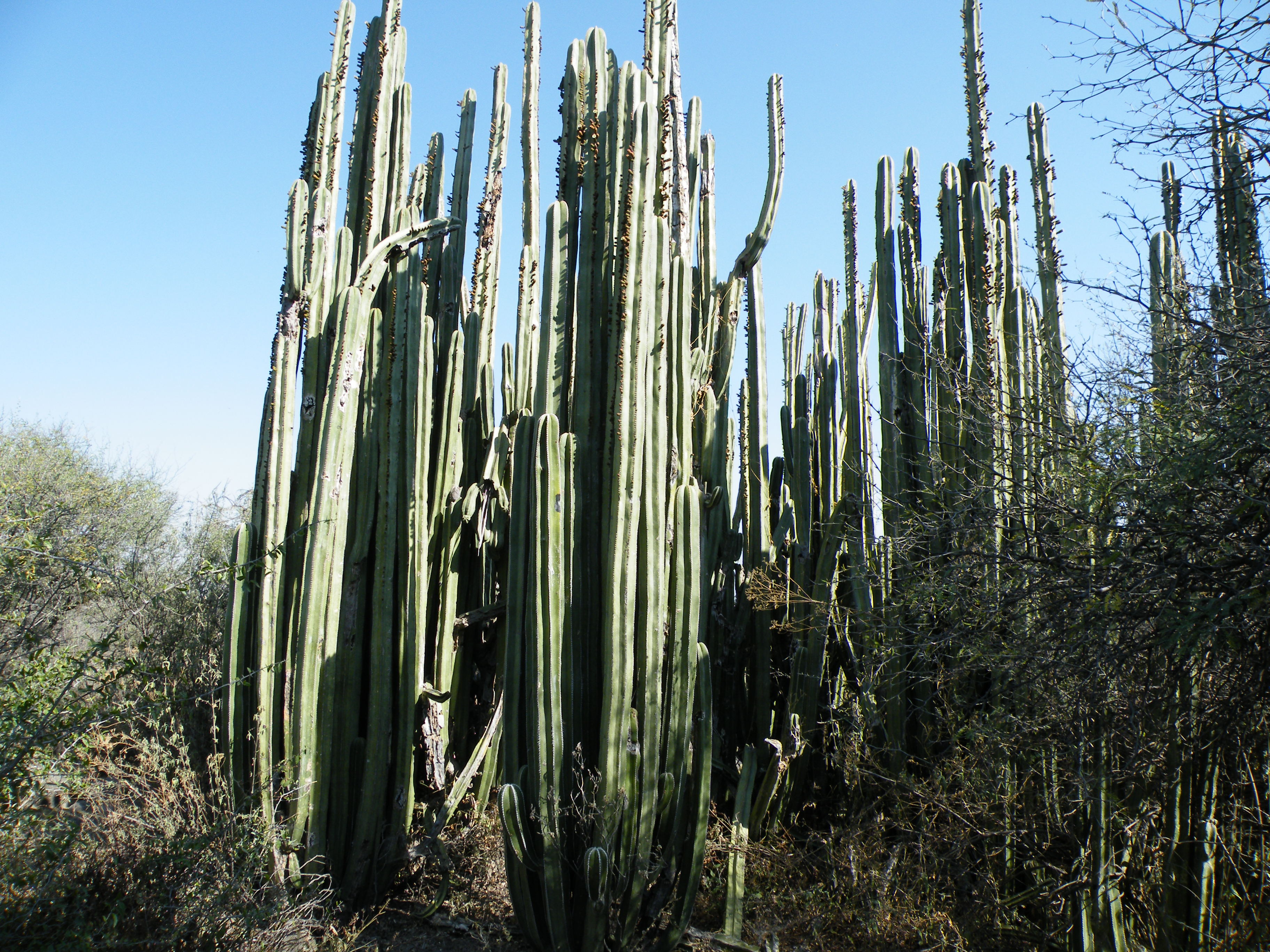
Lophocereus marginatus

## Biosynthese
Wie bei vielen anderen Kaktus-Alkaloiden auch, geht die Biosynthese von Tyrosin aus. Die N- und O-Methylgruppen stammen von Methionin. In Experimenten mit Tritium-Markierungen wurden sowohl Leucin als auch Mevalonsäure in Lophocerin in die Isobutylgruppe eingebaut, jedoch konnte gezeigt werden, dass die Biosynthese nicht über beide Vorstufen gleichzeitig läuft (das heißt durch Synthese von Mevalonsäure aus Leucin).

## Synthese
Lophocerin kann aus Vanillin synthetisiert werden. Dieses wird zunächst benzyliert, dann durch Kondensation mit Nitromethan in ein Nitrostyrol umgewandelt. Nach Reduktion mit Lithiumaluminiumhydrid wird durch Umsetzung mit Isovalerylchlorid ein Amid gebildet. Der Ringschluss erfolgt durch Reaktion mit Phosphorpentachlorid. Durch Umsetzung mit Methyliodid entsteht ein Imminium-Ion. Anschließend wird zweimal unter verschiedenen Bedingungen hydriert, um das Tetrahydroisochinolin aufzubauen und die Benzylgruppe zu entfernen.

## Reaktionen
Lophocerin-Hydrogensulfat kann mit Kaliumhexacyanidoferrat(II) in Ammoniumacetat-Puffer zu Pilocerein umgesetzt werden.